# Jeroni Romaguera
Jeroni Romaguera (¿? – Girona, 1625) va ser mestre de capella, mestre de cant i cabiscol de la basílica de Santa Maria de Castelló d'Empúries entre 1597 fins a 1620, i posteriorment mestre de cant de la Catedral de Girona entre 1622 i 1625, any de la seva mort. El 24 de març de 1592 se li va conferir el benefici de Sant Miquel de la basílica de Castelló d'Empúries.